# Шлиппе, Михаил
Михаил фон Шлиппе (4 января 1962, Мюнхен, Германия) — российский медиаменеджер, возглавлявший издательские дома «Conde Nast», «Gruner+Jahr», ИД Родионова, владелец 20 % казахстанского ИД Partners Media Group.

## Рождение, ранние годы
Предок Михаила химик-изобретатель Карл Иванович (Карл Август) фон Шлиппе (1800—1869) приехал в Россию из саксонского города Пегау, чтобы построить в Москве химический завод. Его женой была Иоганна Агнесса Фёдоровна (1808—1873), дочь финанс-секретаря из Дрездена.
Немецкая семья быстро обрусела. Однако, после Октябрьской революции фон Шлиппе были вынуждены эмигрировать обратно в Германию (Дрезден). В 1946 г. дед Михаила, работавший во время войны на заводах Юнкерса, был вместе с семьей угнан советскими войсками в СССР и смог вернуться обратно лишь после смерти Сталина — в 1954 г. При этом семья фон Шлиппе сохранила тяготение к России.
Отец Михаила женился на русской. От этого брака в январе 1962 г. в Мюнхене и родился Михаил фон Шлиппе.
В семье фон Шлиппе всегда блюли русские традиции. Первым языком, на котором заговорил Михаил, был русский.

## Личная жизнь
Жена — Беттина фон Шлиппе, немка по происхождению. Работала в PR-агентстве «Михайлов и партнеры». С 2000 г. является генеральным директором и учредителем агентства R.S.V.P, специализирующегося на оказании PR-услуг.

## Образование
Михаил фон Шлиппе поступил в университет имени Людвига Максимилиана в Мюнхене (Ludwig-Maximilans, National Taiwan Normal University). Окончил политологический факультет со специализацией по советско-китайским отношениям. Помимо прочего изучил ещё и китайский язык. После университета собирался поступить в дипломатическую школу, но не сдал французский язык.
В студенчестве состоял в музыкальной группе под названием Arbat, исполняющей русские песни в латиноамериканском стиле. Успех был настолько велик, что группа Arbat выступала на телевидении, выпустила два диска, ездила с концертами в Италию, Австрию, на Тайвань. Михаил был в группе певцом и играл на «латинских побрякушках».

## Профессиональная деятельность
Будучи ещё студентом Михаил подрабатывал на радио «Свобода». Во время каникул нанимался гидом и возил немецких туристов в Москву.
В 1992 г. Михаила фон Шлиппе приняли на работу в фонд Бертельсманна (Bertelsmann Foundation) на должность помощника менеджера. Там он отвечал за проекты по повышению квалификации (проведение бизнес-тренингов) журналистов и других сотрудников электронных и печатных СМИ в Восточной Европе.
В 1993 г. в Москве организовал совместную конференцию под эгидой фонда Бертельсманна и «Московского пресс-клуба». Там он познакомился с одним из участников — председателем Gruner + Jahr Гердом Шульте-Хилленом, который собирался встретиться с Горбачевым и попросил фон Шлиппе выступить в роли переводчика. Однако, Михаил от этого предложения отказался, считая, что не имеет права пренебречь своими прямыми обязанностями по организации конференции.
Шульте-Хиллену так понравилась эта обязательность, что он прямо на конференции в Москве предложил ему место своего ассистента. Таким образом, Михаил стал работать в Gruner + Jahr. С 1993 г. по 1996 г. он являлся координатором по Юго-Восточной Африке, помощником президента издательского дома Gruner + Jahr (Гамбург, Германия).
С 1997 г. по 1999 г. Михаил фон Шлиппе начинает работать на российском медиарынке в качестве генерального директора издательского дома Gruner+Jahr (журнал Geo). За время своей работы Михаил Шлиппе увеличил тираж журнала Geo от 100 до 175 тысяч экземпляров. В 1998 году фон Шлиппе в качестве гостя присутствовал на играх зимней серии «Что? Где? Когда?», поскольку журнал GEO стал одним из спонсоров программы.
Через несколько лет фон Шлиппе перевели в международное бюро издательства в Париже, где он участвовал в работе на проектом журнала Car & Bike.
С 1999 г. по 2003 г. был управляющим директором издательского дома Conde Nast.
С 2003 г. по 2007 г. — член совета директоров ИД Independent Media, курирующий журналы Harper’s Bazaar, Esquire, Robb Report, газету «На Рублевке», отдел Custom Publishing и отдел маркетинговых исследований и корпоративных коммуникаций ИД. Затем Михаил приобретает 20 % казахстанского ИД Partners Media Group, выпускающего журналы Harper’s Bazaar, Robb Report и Esquire.
С 1 февраля 2008 года фон Шлиппе покидает совет директоров ИД Independent Media и переходит в ИД Родионова, став одновременно президентом в двух компаниях — ИД Родионова и ИД Partners Media Group.

## Личность
Михаила фон Шлиппе называют очень нетипичным топ-менеджером. Руководя московским офисом одного из крупнейших в мире издательств, он ездил на работу на метро, не имея служебной машины. Одевается дорого, но скромно: чёрный костюм, белая рубашка. Обращает на себя внимание какая-то неевропейская простота в общении.
Александр Величкин, бывший главный редактор Geo, говорит: «Михаил несколько мягок, деликатен. Современные менеджеры все жесткие, цепкие. А в нём этого нет».
По словам людей, знакомых с Михаилом, он «соединяет в себе чисто немецкую основательность и скрупулезность с русской душевностью и открытостью».